# Ankogel
L'Ankogel (3.252 m s.l.m.) è una montagna degli Alti Tauri nelle Alpi dei Tauri orientali. È la seconda montagna più alta del gruppo omonimo dopo la Hochalmspitze.
Si trova in Carinzia.

## Salite alla vetta
La prima scalata risale al 1742.
Oggi per salire sulla vetta si può usufruire della funivia che partendo da Mallnitz sale con due tronconi fino 2.631 m. Di restano da percorrere 600 m circa di dislivello per sentiero che è classificato EE. Tali opportunità rendono l'Ankogel una delle vette alpine più accessibili.